# Gaza (Iowa)
Pour les articles homonymes, voir Gaza (homonymie).
Gaza est une communauté non constituée en municipalité du comté d'O'Brien, en Iowa, aux États-Unis. Elle est fondée en 1888, lors de la construction du chemin de fer par l'Illinois Central Railroad. Elle est baptisée en référence à Gaza.

## Source de la traduction
- (en) Cet article est partiellement ou en totalité issu de l’article de Wikipédia en anglais intitulé « Gaza, Iowa » (voir la liste des auteurs).